# Fyzabad
Fyzabad ist eine Stadt in Trinidad und Tobago. Sie liegt im Südwesten der Insel Trinidad in der Region Siparia.

## Lage und Gliederung
Fyzabad liegt auf dem südwestlichen Zipfel der Insel Trinidad. Die Stadt liegt im Binnenland, etwa zehn Kilometer östlich von Point Fortin und sechs Kilometer nordwestlich der Regionshauptstadt Siparia. Die zweitgrößte Stadt Trinidads, San Fernando, liegt etwa 13 Kilometer im Norden. Fyzabad liegt am westlichen Ende der Naparima Plain, einer fruchtbaren Tiefebene. Der South Oropouche River verläuft nordöstlich der Stadt.
Die kleinste trinidadische Verwaltungseinheit ist die Community, vergleichbar dem deutschen Stadtteil bzw. der Ortslage. Fyzabad bildet sich aus den Communities Apex Oilfield, Avocat Village, Delhi Settlement, Fyzabad, Gheerahoo, Pepper Village und Sudama Village.
| Community        | Einwohner |
| ---------------- | --------- |
| Apex Oilfield    | 0583      |
| Avocat Village   | 1820      |
| Delhi Settlement | 3327      |
| Fyzabad          | 2630      |
| Gheerahoo        | 0275      |
| Pepper Village   | 2963      |
| Sudama Village   | 1501      |

## Geschichte

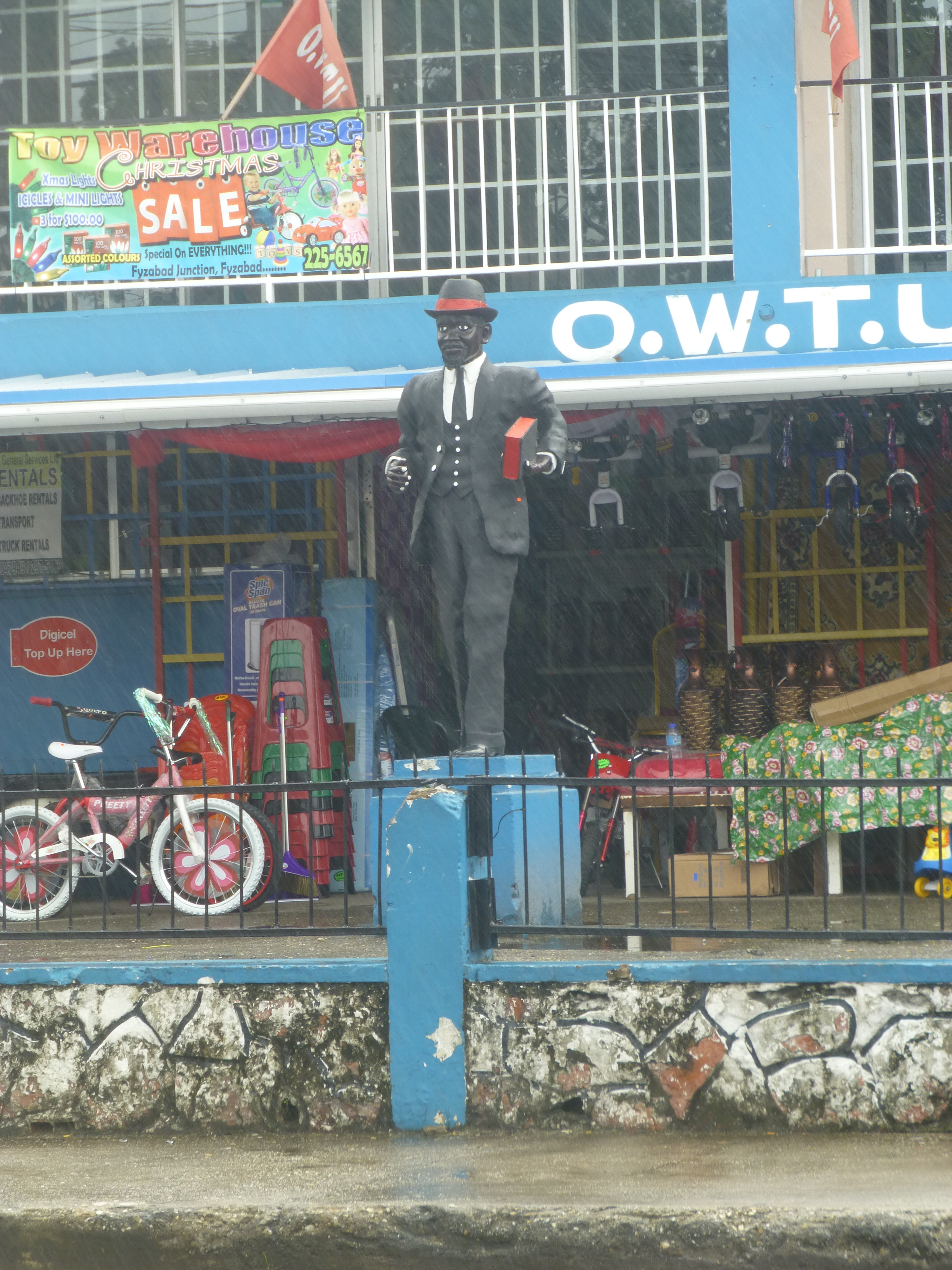
Uriah-Butler-Denkmal in Fyzabad

Fyzabad ist nach der nordostindischen Stadt Faizabad benannt. Gründungsvater der Stadt war Kenneth Grant, ein kanadischer Missionar presbyterianischen Glaubens, der seit 1869 auf Trinidad tätig war. Nach der Abschaffung der Sklaverei 1838 waren ab 1845 zahlreiche indische Kontraktarbeiter nach Trinidad gekommen, wo sie sich für drei, später fünf Jahre zur Arbeit auf den Zuckerrohrplantagen verpflichteten. Ab 1869 bot die britische Kolonialverwaltung den freigestellten Indern Land als Anreiz für eine dauerhafte Niederlassung. Grant missionierte mit einigem Erfolg diese Zielgruppe. Um den Kontakt zu den im hinduistischen Glauben verbliebenen Landsleuten zu minimieren, siedelte er die christianisierten Inder auf einer vormals in öffentlichem Besitz befindlichen von ihm im für seine Mission erworbenen, fruchtbaren Tiefebene an. Die Benennung des Ortes erfolgte durch die neuen Bewohner. Bis 1917 lebte der Ort ausschließlich vom Anbau von Gemüse, Kakao und in geringem Umfang Kaffee. 
Im Rahmen des Ersten Weltkriegs hatte Öl als Rohstoff eine enorme Bedeutung erlangt. Auf Trinidad war bereits Öl gefunden worden, und wegen der Nähe zum Teersee in La Brea wurden in der Gegend um Fyzabad weitere Ölvorkommen vermutet. Der Geologe Arthur Beeby-Thompson ermittelte geeignete Bohrpunkte im Einzugsgebiet von Fyzabad. Nach ersten Funden siedelten sich zeitnah die Ölfirmen Apex Trinidad Oilfields und Trinidad Leaseholds Ltd. an. In den 1920er-Jahren verlor Fyzabad durch den Ölboom den Charakter einer durch Arbeiter aus Ostindien geprägten Siedlung, da für die Arbeit auf den Ölfeldern zahlreiche Arbeiter aus Grenada angeworben wurden. 1940 machten die Einwanderer aus Grenada bereits 40 % der Bevölkerung von Fyzabad aus. 1928 setzte ein Geologe versehentlich eine neue, auf einem privaten Grundstück gebohrte Ölquelle in Brand; bei der folgenden Explosion starben 16 Menschen.
In den 1930er-Jahren hatten sich bereits acht Ölfirmen in Fyzabad angesiedelt. Die Arbeitsbedingungen in der Ölindustrie waren schlecht, und unter der Führung des dort lebenden Arbeiterführers Uriah Butler war Fyzabad der Ausgangspunkt von Streiks und Unruhen. Am 19. Juni 1937 kam es im Rahmen einer versuchten Verhaftung von Butler zu schweren Ausschreitungen, bei denen zwei Polizisten getötet wurden. Seit 1973 wird in Trinidad am 19. Juni der Tag der Arbeit gefeiert, und Butler zu Ehren wurde in Fyzabad ein Denkmal errichtet.
Das Wahlbündnis People’s Partnership aus anfänglich fünf Parteien, das Trinidad für eine Legislaturperiode von 2010 bis 2015 regierte, wurde 2010 in Fyzabad im Rahmen der Fyzabad Declaration gegründet.

## Wirtschaft und Verkehr
In wirtschaftlicher Hinsicht ist in Fyzabad immer noch die Ölindustrie dominant; die Stadt gilt als Zentrum des Ölgürtels. Die staatliche Ölgesellschaft Petrotrin betreibt Ölfelder in der Umgebung der Stadt, und die kanadische Touchstone Exploration hat ihre trinidadische Niederlassung in Fyzabad. Um das Jahr 2000 herum wurde der Betrieb einer ehemaligen Kakaoplantage wieder aufgenommen. Die einflussreiche Gewerkschaft Oilfield Worker’s Trade Union (OWTU) hat ihren Sitz in Fyzabad. Der Getränkeabfüller S.M. Jaleel & Company Limited, Muttergesellschaft der international operierenden Trinidad Juice Company, hat seine Zentrale in der Stadt.
Fyzabad liegt etwas abgelegen im Binnenland, etwa 2,5 Kilometer südlich der Southern Main Road, die ganz Siparia entlang des Golfs von Paria durchquert und nach Norden hin die Region an den Rest des Landes anschließt. Der Trasse der im Bau befindlichen Südwesterweiterung des Sir Solomon Hochoy Highway nach Point Fortin verläuft durch Fyzabad. Regionalstraßen aus den umliegenden Ölfeldern laufen in Fyzabad zusammen und sorgen für eine hohe Belastung durch industriellen Schwerverkehr.

## Einrichtungen
Fyzabad verfügt über ein staatliches Krankenhaus, eine Polizeistation, zwei Grundschulen und zwei weiterführende Schulen. Im Goddard Park werden Fußball- und Cricketspiele ausgetragen. Es gibt in Fyzabad mehrere baptistische Kirchen, eine presbyterianische Kirche, einen Hindutempel, eine Moschee und eine römisch-katholische Kirche. Die Steelband Fyzabad 4th Dimension hat ihren Sitz in der Stadt.

## Persönlichkeiten
- Lennox Fitzroy Ballah (1929–2003), Jurist
- Michael E. Fisher (1931–2021), Physiker
- Billy Ocean (* 1950), Sänger
- Anthony Carmona (* 1953), Politiker